# Nicodemus Charles Apatoe
Nicodemus Charles Apatoe (ca 1902 – Paramaribo, 19 november 1927) was een Surinaams misdadiger, die voor roofmoord ter dood veroordeeld en opgehangen werd. Hij was de laatste persoon die in Suriname, dat toen nog een Nederlandse kolonie was, werd geëxecuteerd. Zowel het misdrijf als de straf waren zeldzaam in Suriname, waardoor deze zaak in het land de nodige aandacht kreeg. 

## Levensloop
Over het leven van Apatoe voor de misdaad is weinig bekend. Zijn vader was een Marron, een volk van afstammelingen van gevluchte slaven die in het oerwoud van Suriname woonden. Zijn moeder was opgegroeid in de stad en dus geen Marron, maar al op jonge leeftijd naar het oerwoud gegaan om te huwen. Nicodemus Charles Apatoe groeide op in Poesoegroenoe, in de streek Boven-Saramacca. Van beroep was hij balata-tapper. Volgens de media in Suriname had Apatoe zijn dorp moeten ontvluchten omdat hij zich vergrepen had aan een 13-jarig meisje.

## Misdaad
Apatoe liep al enige dagen met het plan voor de roofmoord rond. Op 11 augustus 1927 kwam hij om 10 uur 's ochtends in de winkel van Tam a Tjauw (ook wel geschreven als Tam Atjauw) aan. Deze winkel was gevestigd in Leiding 18 nabij Kwatta. Tam a Tjauw was een 28-jarige winkelier van Chinese afkomst die bekend stond als een eerzaam, maar ook eenzaam burger. Apatoe verstopte het mes bij de ingang, en kocht binnen een fles Florida Water, een Amerikaans soort Eau de cologne. De rest van de dag hing hij in de winkel. Hij at pinda's en keek waar de winkelier zijn geld bewaarde. Pas acht uur later, om zes uur, zag hij zijn kans schoon. Toen Tam a Tjauw de winkel wilde afsluiten, kwam Apatoe tevoorschijn en lokte een ruzie uit over de fles Florida Water. Vervolgens doodde hij de winkelier met enkele klappen van de houwer. Vervolgens zocht hij in alle rust in de winkel naar geld. Apatoe sloot de voordeur van de winkel af en verliet het pand via de achterdeur, die hij open liet staan.
De volgende ochtend werd het lichaam ontdekt. De politie was de gevluchte Apatoe snel op het spoor. Getuigen hadden een Marron de hele dag in de winkel gezien. Tijdens zijn vlucht was Apatoe in de omgeving gearresteerd wegens diefstal van een boot. Het toeval wilde dat de rechercheur die belast was met het onderzoek naar de moord op de winkelier net het politiebureau in Uitkijk verliet op weg naar de winkel toen Apatoe binnengebracht werd. Toen verschillende  getuigen aangaven dat zij de hele dag een Marron in de zaak had zien rondhangen, vermoedde deze rechercheur dat het wel eens om dezelfde man kon gaan als die net gearresteerd was.
Terug op het bureau confronteerde hij Apatoe met de beschuldiging. Aanvankelijk ontkende Apatoe met zoveel overtuiging dat hij de moord gepleegd had, dat getwijfeld werd of hij inderdaad wel de dader was. Ook een confrontatie met het lichaam van de winkelier hielp niet. Maar het bewijs stapelde zich op. Naast de verklaringen van de getuigen werd ook een bebloede lendendoek aangetroffen op de verblijfplaats van Apatoe. Later die nacht bekende Apatoe alsnog. Op aanwijzing van Apatoe werd een verstopte tas met een buit van 131 gulden en 65 cent terug gevonden.  Aanvankelijk gaf hij aan de moord samen met zijn oom Julius te hebben gepleegd. Apatoe zou zijn oom 40 gulden hebben betaald. Deze oom werd ook opgepakt en de 40 gulden werd bij hem aangetroffen, maar oom Julius werd al snel weer vrijgelaten omdat niet bewezen kon worden dat hij iets met de zaak te maken had.. Oom Julius verdween hierop en kon bij de rechtszaak niet meer gehoord worden.
In het dorp waar Apatoe was opgegroeid werd met ontzetting gereageerd toen bekend werd welk misdrijf hij had gepleegd. Zijn moeder werd zo ziek, dat aanvankelijk voor haar leven werd gevreesd. Het opperhoofd van de Boven-Saramacca kwam persoonlijk naar Paramaribo om zich te laten informeren over de zaak en om zijn medeleven te betuigen met de nabestaanden van Tam a Tjauw.

## Rechtszaak
Half oktober 1927 vond de rechtszaak plaats. Officier van Justitie was mr. De Niet. Hij hield een vernietigend betoog waarin hij gezien de ernst van de misdaad de zwaarst mogelijke straf eiste. Mr. De Niet vroeg de rechters over eventuele persoonlijke bezwaren heen te stappen en de zwaarste straf op te leggen, omdat niet de persoonlijke mening maar de wet moest gelden. Bovendien was volgens De Niet er sprake van een zorgwekkende stijging in het aantal moorden in Suriname, wat volgens hem kwam omdat de daders te laag gestraft werden.
Apatoe maakte volgens aanwezige journalisten een onaangename indruk tijdens dit betoog door zijn onverschillige houding. Maar anderen wezen erop dat Apatoe geen Nederlands sprak en dus het betoog niet kon volgen. Er was overigens wel een tolk aanwezig. Toen Apatoe te horen kreeg dat de doodstraf tegen hem werd geëist, barstte hij in huilen uit en vroeg om genade.
De advocaat van Apatoe was mr. Bucaille. Veel kon hij niet inbrengen. De advocaat erkende dat de misdaad wettig en overtuigend bewezen was, maar vroeg om een lagere straf dan de doodstraf. Naast principiële bezwaren tegen de doodstraf vond de advocaat vooral dat de nog jonge Apatoe een kans moest krijgen zijn leven te beteren.
Toen het Hof van Justitie Apatoe ter dood veroordeelde, hoorde Apatoe dit kalm aan maar had hij volgens getuigen tranen in de ogen.

## Executie
Zowel Apatoe als een leraar van de Evangelische Broedergemeente Suriname uit Ganzee dienden een gratieverzoek in. Op 10 november wees de gouverneur van Suriname beide gratieverzoeken af. De doodstraf was daarmee onherroepelijk. Als laatste wens wilde Apatoe afscheid nemen van zijn moeder. Ook vroeg hij of hij als laatste maaltijd rijst gemaakt door zijn moeder mocht eten. Die wens werd afgewezen omdat alleen eten van binnen de gevangenis toegestaan was. Wel werd aangeboden dat de gevangeniskok rijst zou maken en dat zijn moeder daarbij aanwijzingen mocht geven. Ook werd de moeder toegestaan de rijst zelf naar haar zoon te brengen.
Die woensdag arriveerden zijn moeder en enkele andere familieleden in Paramaribo en zij bezochten Apatoe de volgende middag. Nadat Apatoe de maaltijd met smaak had genuttigd, nam hij afscheid van zijn moeder. Volgens getuigen ging dat op zo'n kalme wijze, dat het leek alsof ze elkaar een paar dagen later weer zouden treffen. Een dag later, op vrijdag de 18e november, hoorde Apatoe dat hij de volgende ochtend zou worden opgehangen. Hij hoorde deze mededeling kalm aan. Hij zei dat hij zich verzoend had met Jezus en God om vergiffenis had gevraagd.
Op zaterdagochtend 19 november 1927 werd Apatoe in Fort Zeelandia opgehangen. Onderweg naar de galg werd hij begeleid door de zendeling J. Frey van de Evangelische Broedergemeente Suriname, de kerk waar Apatoe toe behoorde. Frey, die Apatoe de laatste dagen ook geestelijk had bijgestaan, was hevig ontroerd. Apatoe zelf beklom kalm het schavot. Op het schavot sprak Frey een laatste gebed uit, eindigend met de woorden Gado sari hem (God erbarm u over hem). Ook toen de strop bevestigd werd en hij geboeid werd, bleef Apatoe rustig en stond hij fier rechtop.
Nadat het valluik opengeklapt was, duurde het enkele minuten voordat Apatoe dood was. Nadat een arts de dood had geconstateerd werd het lichaam in een kist vervoerd naar het militair hospitaal van Paramaribo. Later die middag werd Apatoe, in bijzijn van zijn moeder, andere familieleden en zendeling Frey, begraven  op begraafplaats Veldrust.